# Adolfo Vásquez
Pour les articles homonymes, voir Vásquez.
Vásquez  Ordóñez est un nom espagnol. Le premier nom de famille, en général paternel, est Vásquez ; le second, en général maternel, souvent omis, est Ordóñez.
Adolfo Vásquez, né le 25 janvier 1995, est un coureur cycliste guatémaltèque.

## Biographie
Adolfo Vásquez est originaire de Chuatroj, un village situé dans le département de Totonicapán. Durant sa jeunesse, il s'essaye d'abord à l'athlétisme. Il finit toutefois par basculer vers le vélo sous l'impulsion d'un ami, qui l'invite à participer à sa première course cycliste. Son cousin Mardoqueo Vásquez pratique lui aussi ce sport en compétition,. 
Régulièrement aligné sur le Tour du Guatemala, il se classe troisième d'une étape sur l'édition 2018. Il parvient également à devenir champion du Guatemala sur route en 2023, devant son cousin Mardoqueo. En 2025, il termine cette fois-ci deuxième de son championnat national, derrière son compatriote Edgar Torres.  

## Palmarès et résultats

### Par année
- 2016
  - 2e de la Vuelta de la Juventud Guatemala
- 2017
  - 2e de la Vuelta de la Juventud Guatemala
- 2023
  -  Champion du Guatemala sur route
- 2024
  - 2e étape de la Clásica de Verano-Coatepeque
- 2025
  - 3e étape de la Clásica de Verano-Coatepeque
  - 2e du championnat du Guatemala sur route
  - 3e de la Clásica de Verano-Coatepeque

### Classements mondiaux
| Année            | 2017 | 2018 | 2019 | 2020 | 2021 | 2022 | 2023 | 2024 |
| ---------------- | ---- | ---- | ---- | ---- | ---- | ---- | ---- | ---- |
| UCI America Tour | 446e | 478e | 563e |      |      |      | 117e | 426e |